# Station Zebrzydowice Przystanek
Station Zebrzydowice Przystanek was een spoorwegstation in de Poolse plaats Zebrzydowice.